# Досмотровый комплекс в посёлке Багерово
45°22′14″ с. ш. 36°14′07″ в. д.
Досмотровый комплекс в посёлке Багерово — инфрастуктурный объект обеспечения безопасности Крымского моста; располагается на станции Багерово в сторону станции Чистополье.

## История
Является функциональным двойником другого досмотрового комплекса[какого?], по другую сторону Крымского моста (станция Тамань-Пассажирская).
Ввод в эксплуатацию пока (на ноябрь 2021 года) не завершён.

### Строительство
Строительство начато сразу после окончания строительства Крымского моста. Для этого была перенесена автодорога, ранее шедшая вплотную к одноколейному железнодорожному полотну.
Изначально была построена только часть с одним досмотровым путём N9, тупиком N15 для отставления вагонов с выявленными опасными объектами (взрывными устройствами и т.п.), а также маневровым вытяжным тупиком N13.
В 2021 году были достроены 3 остальных пути, предусмотренные проектом (№ 3,5,7).

## Характеристики
Досмотровый комплекс состоит из специализированной рентгеновской установки для просвечивания содержимого грузовых вагонов, железнодорожного путевого развития (3 парковых приёмоотправочных пути № 3,5,7 и один досмотровый № 9) и трёх тупиковых путей:
- № 13, длиной 1050 метров, параллельный перегону Багерово-Чистополье - вытяжной для маневровой работы;
- № 15, отнесённый в сторону — досмотровый для опасных объектов;
- № 17 - тупик для оборота локомотивов и предохранительный - для исключения несанкционированного выхода подвижного состава на главные пути;
- Ряда инфраструктурных объектов.

Суммарная длина объекта около 3 километров. Расположен на станции Багерово , в сторону перегона к станции Чистополье. Начинается практически сразу после Багеровского путепровода.
Количество персонала — достаточное для круглосуточного выполнения поставленных задач.